# Первый оригенистский спор

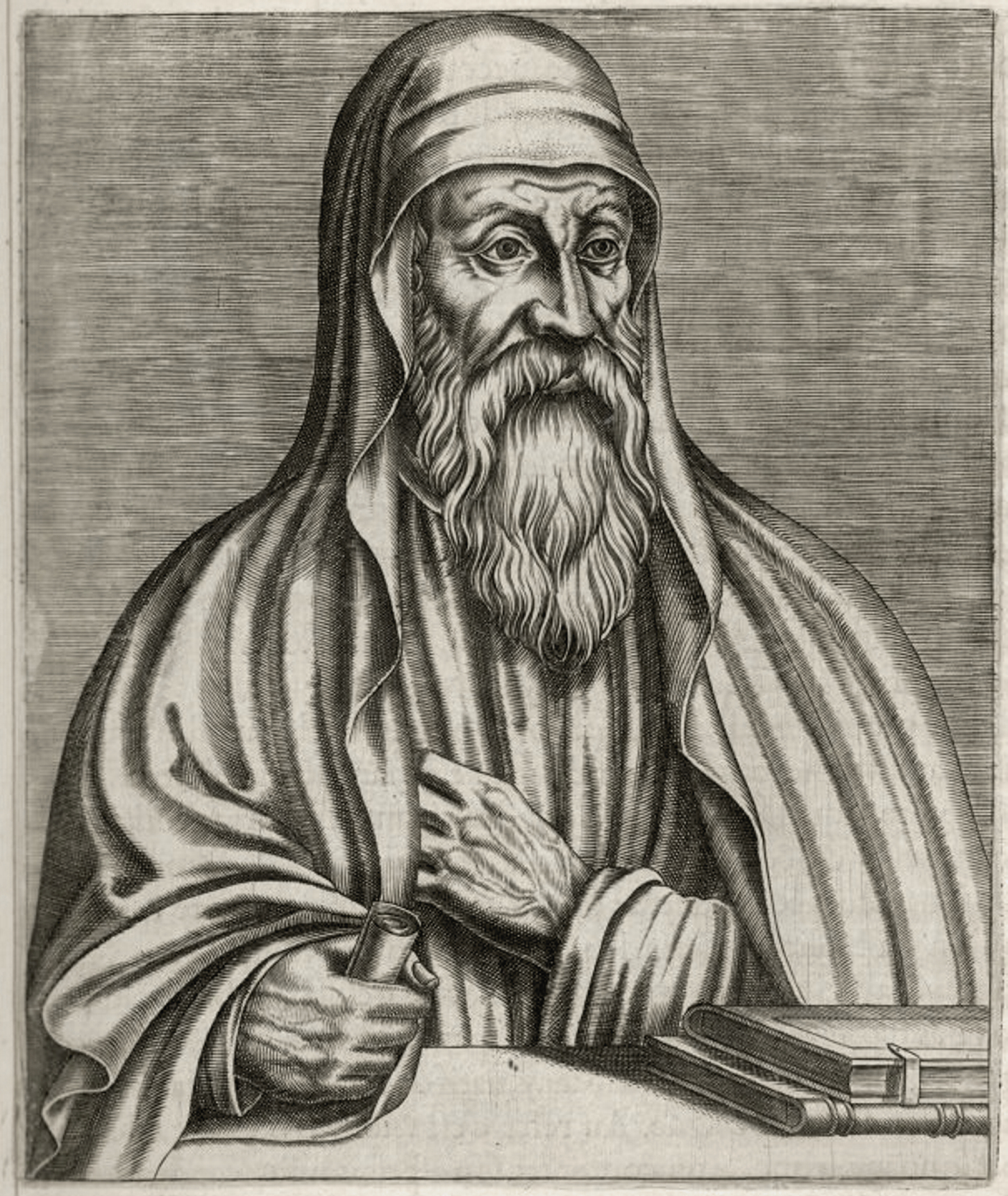
Портрет Оригена из «Les vrais pourtraits…» Андре Теве (1584)

Пе́рвый оригени́стский спор — один из двух споров в христианской церкви относительно личности Оригена и его учения. В 390-х годах сложились партии сторонников и противников учения Оригена, конфликт между которыми продолжался примерно с 393 по 404 год. Обширное литературное наследие Оригена (ок. 185 — ок. 254) стало причиной споров ещё при жизни александрийского богослова, однако до завершения арианского спора в 381 году главной проблемой ортодоксальной христианской церкви была борьба против арианства. Конфликт протекал одновременно в Египте, Палестине и в столицах Римской империи. Инициаторами спора по различным причинам были видные богословы своего времени епископ Епифаний Кипрский и патриарх Феофил Александрийский.
В Египте основным предметом разногласий стал вопрос о Боге как имеющем человеческое обличье. Сторонники буквального толкования Библии, которых было особенно много в среде египетского монашества, ссылались на Быт. 1:26, 27 и на указание Нового Завета о том, что, по пришествии Христа став плотью, Слово обрело вид человека. Ориген же относил богоподобие к сфере мышления. В 399 году на соборе под председательством Феофила Александрийского в Александрии были осуждены Ориген, а также его ученики и сочинения. Это решение было подтверждено соборами в Иерусалиме, Риме и на Кипре. Одновременно с этим напряжённую богословскую полемику, особый накал которой придавали давние дружеские отношения и личные разногласия, вели Иероним Стридонский и Руфин Аквилейский. После осуждения на Кипре в Константинополь прибыл Епифаний Кипрский с целью склонить к такому же решению архиепископа Иоанна Златоуста. Для симпатизировавшего оригенистам Златоуста этот спор совпал с личным конфликтом с императрицей Евдоксией, чем воспользовались его противники, добившись изгнания константинопольского архиепископа.
Примерно с 404 года интенсивность спора начала уменьшаться, равно как и интерес на Западе к оригенизму в целом. Отдельные направления мысли Оригена, прежде всего его экзегетика, сохраняли свою актуальность ещё долгое время. По замечанию исследовательницы этого спора Э. Кларк, с осуждением оригенизма исчезли последние шансы на объединение традиций восточного и западного христианства, а на западе восторжествовало направление богословия, центральной темой которого являются человеческая греховность, божественный детерминизм и божественная непознаваемость.

## Оригенисты и их противники во второй половине IV века
Одним из первых сочинений в похвалу Оригену было произведение Григория Чудотворца, епископа Неокесарийского «Благодарственная речь Оригену». Иероним Стридонский в своём сочинении «О знаменитых мужах» сообщает о том, что начиная со второй половины III века начинается литературная полемика, ряд авторов посвятили свои труды сочинениям Оригена. Мефодий Олимпийский написал два разных сочинения с одинаковым названием «Против Оригена», Евстафий Антиохийский написал большую работу с тем же названием. Памфил Кесарийский, находясь в тюрьме, написал «Апологию Оригена», которую на латынь перевёл в дальнейшем Руфин Аквилейский. Евсевий, епископ Кесарии, написал шесть книг «В защиту Оригена». Большим почитателем Оригена был Дидим Слепой, называвший его «величайшим учителем Церкви после апостолов». В числе главных противников Оригена был Епифаний Кипрский, посвятивший Оригену и его учениям (ересям, как считал Епифаний) целую главу «Против Оригена Адамантова» в своём ересиологическом трактате «Панарион».
К середине IV века христианские богословы разделились на почитателей и противников сочинений Оригена. На этой почве в монашеской среде возник конфликт двух типов духовности. Один из них, условно называемый «православным оригенизмом», исследователи обнаруживают уже в посланиях святого Антония (ум. в 356 году). Его разделяли многие известные подвижники, а самым ярким представителем считается богослов Евагрий Понтийский. Другой распространённой практикой была практическая аскеза, которой придерживались коптский подвижник Шенуте и Епифаний Кипрский. Крайним выражением данного типа были египетские антропоморфиты, в основе миросозерцания которых лежало буквальное понимание Священного Писания. Согласно Сократу Схоластику, многие среди них полагали, что Бог телесен и человекообразен.
Одним из главных проявлений спора вокруг Оригена в конце IV — начале V века стала личная вражда между двумя видными богословами, Руфином Аквилейским (около 345—410) и Иеронимом Стридонским (342—419). Иероним, почитаемый как святой и отец Церкви, занимает важнейшее место в истории ранней христианской литературы. К началу 390-х годов Иероним был уже автором многочисленных переводов на латынь (текстов Ветхого и Нового заветов, гомилий Оригена на Евангелие от Луки), экзегетических трудов (комментариев на послания апостола Павла, книгу Екклесиаста, малых пророков, трактатов о Псалмах) и нескольких словарей. Широкую известность ему принёс сборник биографий христианских писателей «О знаменитых мужах». Значительное влияние Оригена на ранний период творчества Иеронима исследователи отмечают в трёх направлениях: концепция изучения Библии как части жизни христианского отшельника, текстоцентричная библейская филология в соединении с традициями эллинистических грамматиков и этическая герменевтика, для которой наибольшее значение имеет духовное значение, получаемое в результате экзегетики. Друг юности Иеронима Руфин Аквилейский к началу 390-х годов, видимо, не приобрёл ещё значительной известности, но во второй половине V века Геннадий Массилийский назвал его «не последним среди учителей Церкви». Геннадий приводит не полный, но весьма обширный список переводов Руфина, среди которых прежде всего труды Оригена, а также многочисленные произведения Василия Кесарийского, Григория Назианзина, Евсевия Кесарийского, Памфила, Евагрия Понтийского. Тот же источник отмечает, что латинские переводы Руфина считались в его время лучшими, если не было для той же книги перевода Иеронима.

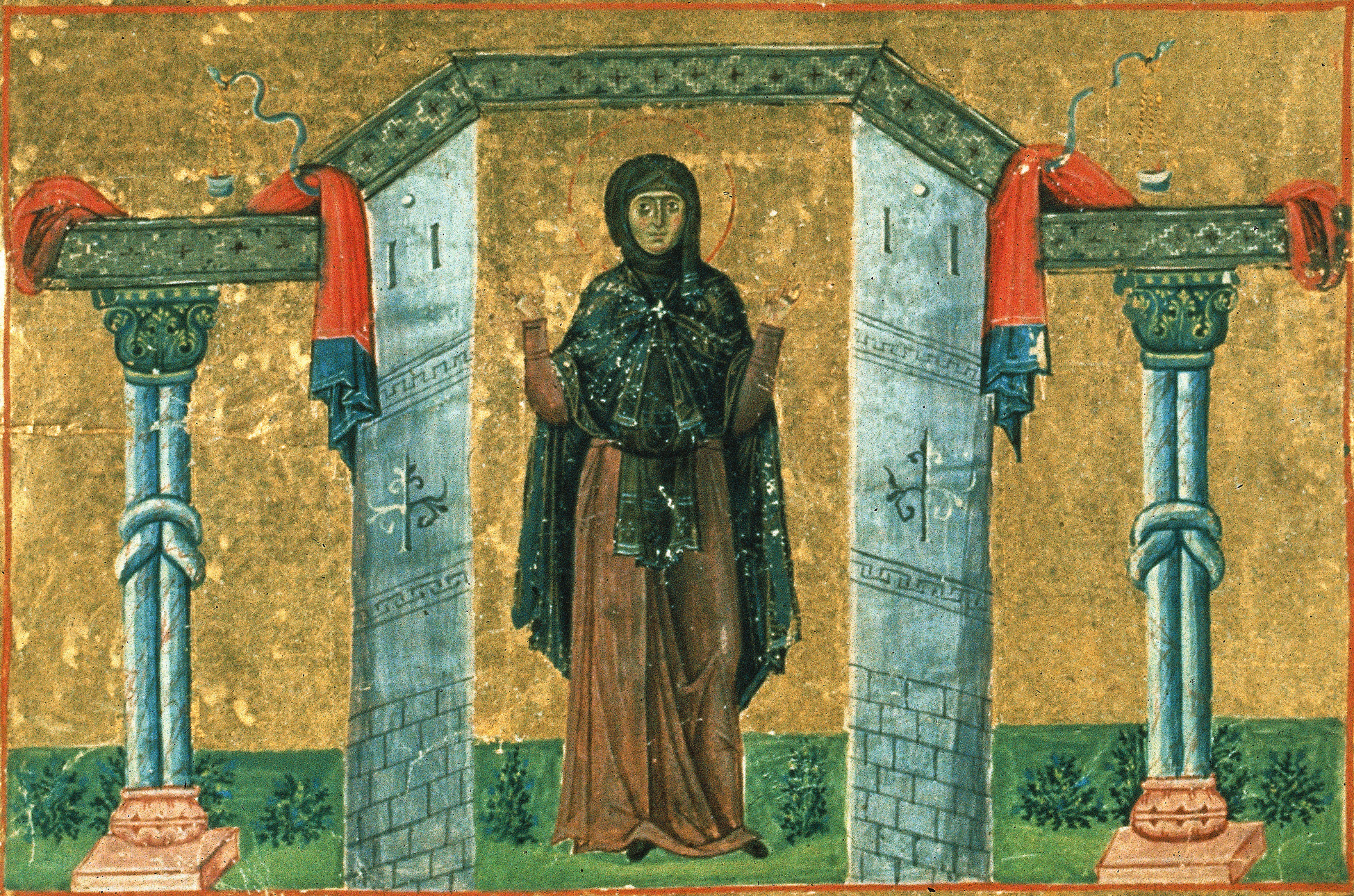
Мелания Младшая на миниатюре из Минология Василия II

Много лет уроженец далматинского Стридона Иероним и выходец из северо-итальянского города Конкордия Руфин поддерживали дружеские отношения. Они вместе учились в Риме, оба в начале 370-х избрали путь аскетизма в традициях восточного христианства, на непродолжительное время присоединились к монахам Аквилеи, после чего отправились на Восток. В ходе оригенистского спора вокруг каждого из них сложился круг единомышленников, выступавших, соответственно, на оригенистических и антиоригенистических позициях. Анализируя персональный состав этих групп, автор монографии о первом оригенистском споре Элизабет Кларк (Elizabeth A. Clark) прибегла к методологии социальной сети, основываясь на утверждении английского социолога Джеймса Митчелла, что «вариации в поведении людей в некой одной социальной роли могут быть выявлены как результат поведения других людей, с которыми они связаны через один, два или более шагов в каком-то несколько ином отношении». Рассматривая сообщества друзей Руфина и Иеронима, Элизабет Кларк отмечает важную в них роль богатых мирян, таких как друг Иеронима Стридонского Паммахий или Макарий, поручивший Руфину сделать перевод трактата «О началах». В начале 370-х годов их пути разошлись, Руфин отправился в Египет, а Иероним в Антиохию, откуда слал письма своему другу. В одном из них он сообщает о том, что слышал в Сирии о святой Мелании. Впоследствии Мелания сыграла важную роль в оригенистском движении, но в это время Иероним сравнивал её со второй Фёклой. В это же время Иероним называл Руфина образцовым монахом. Около 373 года Руфин покинул Аквилею и вскоре повстречался с Меланией, вместе с которой они посетили Нитрийскую пустынь, где познакомились со знаменитыми братьями-монахами, известными как Долгие братья, пострадавшими впоследствии за свои оригенистские взгляды. В период арианских гонений при императоре Валенте (364—378) Мелания бежала в Палестину вместе с группой нитрийских монахов, в числе которых был один из Долгих братьев, друг Евагрия Понтийского безухий Аммоний. В конце 370-х годов Руфин приехал к Мелании в Палестину, и там они вместе основали несколько мужских и женских монастырей на Елеонской горе. Наследница нескольких римских родов, Мелания была чрезвычайно богата и щедро одаривала многочисленных посещавших её монахов. Не удивительно, что Мелания и Руфин находились в хороших отношениях с епископом Иоанном II Иерусалимским (387—417).

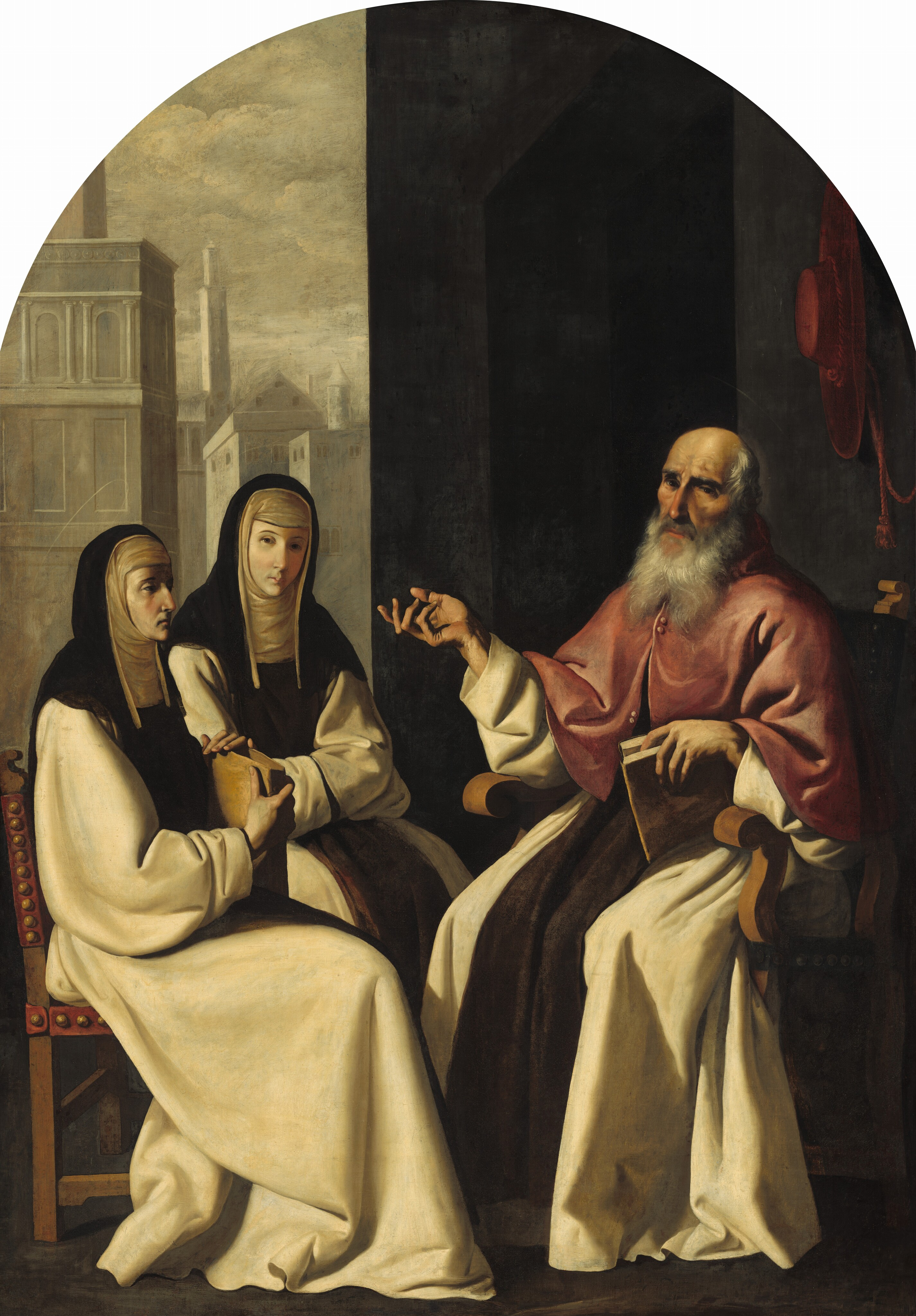
Иероним Стридонский со святой Павлой и её дочерью святой Евстохией. Картина Франсиско де Сурбарана, Национальная галерея искусства, Вашингтон

С константинопольским обществом круг Руфина был связан через диакониссу Олимпиаду, богатую наследницу, около 390 года отрёкшуюся от мира и отдавшую своё имущество Церкви; Мелания была её духовной наставницей. Олимпиада поддерживала Константинопольскую церковь, когда там епископом стал Иоанн Златоуст (397—404). Иоанн, в свою очередь, стал близок к оригенизму, когда поддержал нашедших убежище в столице Долгих братьев. В один из монастырей Мелании и Руфина в 382 году бежал из Константинополя Евагрий Понтийский, считающийся главным теоретиком оригенизма IV века. По совету Мелании он избрал местом своей монашеской жизни египетскую пустыню. Там он стал учеником Макария Великого (ум. 394). Возможно, в Египте Евагрий встречался с другим крупным теоретиком оригенизма, Дидимом Слепым. В монастыре Мелании и Руфина некоторое время жил ученик Иоанна Златоуста Палладий Еленопольский, оставивший хвалебный отзыв о Мелании в своём «Лавсаике». В приписываемых Палладию «Диалогов о жизни Златоуста» просматривается связь между оригенистами и константинопольским епископом, а также западными богословами — Иоанном Кассианом, о чьих симпатиях к оригенизму Евагрия известно, и Эмилий Беневентский, тестем видного пелагианца Юлиана Экланского. В «Лавсаике» упоминается о гостеприимстве, оказанном Палладию в Риме внучкой Мелании Старшей, также Меланией, и её мужем Валерием Пинианом. Среди гостей монастыря известны и высокопоставленные миряне — Сильвия, родственница префекта претория Востока Флавия Руфина, и дукс Палестины Бакур. Около 400 года Мелания Старшая совершила путешествие в Рим, вероятно, с целью спасти внучку от антиорегинистского влияния. Там Мелания склонила к своим взглядам мужа своей кузины, Туркия Апрониана. Позднее Апрониан поддерживал тесные отношения с Руфином — через него Руфин получил копию письма Иеронима с критикой своих взглядов, Апрониану были посвящены переводы Оригена, выполненные Руфином.
Группа единомышленников Иеронима Стридонского была не менее сплочённая, хотя и не включала в себя столько высокопоставленных членов, как друзья Руфина Аквилейского. Объединяющую роль в ней, аналогичную Мелании Старшей для круга Руфина, играла святая Павла. Она также происходила из сенаторской семьи, но была далеко не столь богата. В Палестине она вместе с Иеронимом потратила много денег на основание монастыря в Вифлееме, однако на сбор средств им потребовалось три года. Павла и Иероним встретились в Риме в 382 году, и в то же время в доме Павлы гостил Епифаний Кипрский. В 385 году Павла и Иероним останавливались в доме кипрского епископа по пути на восток. В дальнейшем их общение не прервалось. Друг детства Иеронима, сенатор Паммахий, был женат на дочери Павлы. Не принадлежавший к высшей сенаторской аристократии, Паммахий располагал достаточными средствами для ведения благотворительности и содержания ксенодохия в Риме. Паммахий позднее был главным информатором Иеронима о событиях в западной столице, Именно ему и его кузине Марселле Иероним отправил свой трактат против Руфина и перевод пасхального послания Феофила Александрийского 402 года против оригенистов. Паммахий способствовал продолжению конфликта, придержав примирительное письмо Иеронима к Руфину, распространив вместо этого другое, враждебное, предназначенное только для близких друзей. Богатая вдова Марселла была главным инициатором антиоригеновской кампании в Риме. Среди западных корреспондентов из числа священнослужителей Иеронима были также два папы — Сириций (384—399) и Анастасий I (399—401) — и ряд монахов, с которыми Иероним встречался в Италии. Среди них выделялся Евсевий Кремонский, участвовавший вместе с Марселлой в распространении поддельного перевода Руфина оригеновского трактата «О началах».
Два иерарха поддерживали хорошие отношения с обеими сторонами. Один из них, епископ Хроматий Аквилейский был инициатором переводческих проектов как Руфина, так и Иеронима. В разгар оригенистского спора он писал Иерониму, призывая его к примирению. Другим был епископ Павлин Ноланский, через своё знакомство с Меланией Старшей ставший близким другом и почитателем переводческого таланта Руфина. С другой стороны, он поддерживал хорошие отношения с Паммахием и Иеронимом. Отношения Павлина с Иеронимом были особенно тёплыми в середине 390-х годов, возможно, по причине финансовой поддержки, которую оказывал Павлин. Однако уже в 399 году Иероним прекратил заказанную ему работу над комментарием на пророка Даниила, и их общение прервалось, а Павлин стал ближе к кругу Руфина.

## Хронология событий

### Палестина

#### Конфликт Руфина и Иеронима

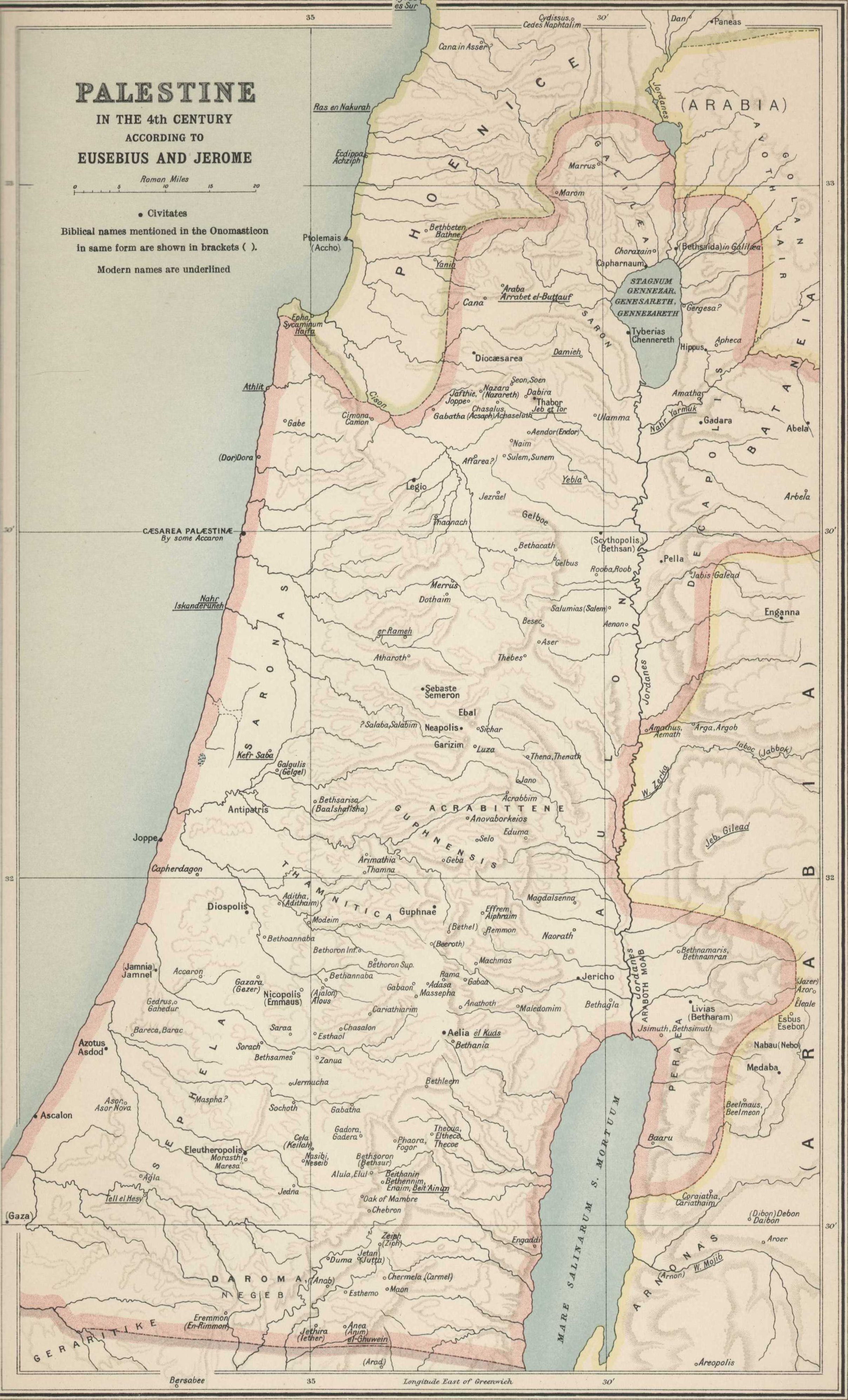
Палестина в IV веке согласно Евсевию Кесарийскому и Иерониму Стридонскому

В 386 году Иероним Стридонский поселился близ Иерусалима в Вифлеемском монастыре. Там же находился и Руфин Аквилейский. Их обоих объединял с епископом Иоанном II Иерусалимским (387—417) интерес к изучению сочинений Оригена. По мнению Иеронима, использовавшего в своей работе над переводом Библии оригеновские «Гексаплы» и «Тетраплы», выдвигаемые в адрес Оригена обвинения были следствием злобы и зависти. В 393 году с Запада империи в Иерусалим прибыли паломники во главе с Атербием. Поскольку на Западе Ориген имел репутацию еретика, Атербий потребовал его осуждения. Иероним, не желая показать неправославным, согласился осудить Оригена, тогда как Руфин заперся у себя в доме и отказался встречаться с Атербием, избежав таким образом обсуждения вопроса о православии Оригена. По предположению современного историка Церкви Дж. Келли, Атербий действовал по поручению известного ересиолога, епископа Кипра Епифания, долгое время жившего в Египте и ставшего там противником оригенизма, однако явной связи между ними в источниках нет.
В 397 году Руфин прибыл в Рим, где перевёл книгу Памфила Кесарийского в защиту Оригена, а затем принялся за перевод трактата «О началах». Работа была завершена в 399 году, и в предисловии Руфин имел неосторожность высказаться с похвалой в адрес перевода и комментариев Иеронима. Для последнего это было чрезвычайно неприятно, так как к этому времени он уже давно в многочисленных произведениях резко критиковал различные взгляды Оригена. В результате Иероним сделал свой собственный перевод, в предисловии к которому решительно отказался от каких-либо связей с Оригеном. Разгоревшаяся вслед за этим полемика между бывшими друзьями быстро дошла до прямых оскорблений. Раннее произведение Иеронима «Толкование на послание к Ефесянам» было создано в период увлечения идеями Оригена, и в своих письмах между 396 и 400 годами Иероним обратился к своим читателям проверить самим его православность. Руфин воспользовался этим приглашением и в «Апологии против Иеронима» обосновал, что тот был не оппонентом, а последователем Оригена. Руфин отмечает, что если в начале своего труда Иероним перечисляет свои источники, в том числе и Оригена, то в дальнейшем он не атрибутирует свои источники. Из этого Руфин делает вывод, что тем самым автор соглашается с мнениями Оригена. В своей «Апологии» Руфин указывает 15 спорных мест у Иеронима, в ответной «Апологии против Руфина» его оппонент отвечает на шесть из них. Исследователи по-разному оценивают качество аргументации Руфина и в целом степень оригенизма «Толкования». Благосклонно относящийся к Иерониму биограф Ж. Броше категорически отвергает оригенизм своего героя, а Ф. Каваллера вслед за французским историком XVII века Луи Тиллемоном допускает такую возможность.

#### Епифаний Кипрский и Иоанн Иерусалимский
О событиях, произошедших в ходе состоявшегося в 394 году визита Епифания в Иерусалим, известно только по составленному три года спустя полемическому трактату Иеронима Стридонского «Против Иоанна Иерусалимского». По обычаю, гостю было предоставлено право провести богослужение, и Епифаний темой своей проповеди избрал осуждение Оригена. Высказывания Епифания были встречены возмущением со стороны монахов, в связи с чем епископ Иерусалима Иоанн был вынужден просить Епифания оставить эту тему — согласно Иерониму, это было тяжким оскорблением. По предположению Иеронима, косвенно критика кипрского епископа была направлена против иерусалимского епископа, который, в свою очередь, подозревал Епифания в антропоморфизме. Затем с длинной проповедью выступил Иоанн, обрушившись с критикой против тех, кто представляет Бога с ушами и глазами, то есть антропоморфитов. По завершении речи Иоанна Епифаний кратко выразил согласие с услышанным и попросил патриарха анафематствовать Оригена. Согласно впечатлениям присутствовавших, таким образом, победа в этой полемике досталась Епифанию.
В дальнейшем отношения между епископами стали ещё более натянутыми, после чего епископ Кипра отправился в Вифлеем. После Троицы 394 года Епифаний отбыл на свою родину, в район Елевферополя, где он когда-то основал монастырь. Там к нему прибыла делегация из Вифлеемского монастыря с просьбой поставить к ним пресвитера. Согласно объяснению Епифания, не имея лучшей кандидатуры, он посвятил в сан Павлиниана, младшего брата Иеронима. Назначение было сделано против желания самого Павлиниана, в нарушение канонического права, поскольку тот не достиг положенных 30 лет, и в нарушение прав иерусалимского патриарха. В переписке с Иоанном Епифаний не признал своей вины, настаивая на том, что его действия были оправданы. По мнению Я. Кима (Young R. Kim), одной из целей Епифания в этой истории было вовлечь Иеронима в спор об Оригене. Вскоре Епифаний покинул Палестину, оставив конфликт нерешённым. Иоанн в ответ отлучил от церкви Иеронима и вифлеемских монахов, а осенью добился у префекта претория Руфина постановления об изгнании из Палестины Иеронима и его сторонников. Убийство Руфина 27 ноября 395 года не дало этому решению вступить в силу. Известно о двух неудачных попытках примирения Иоанна и Иеронима в 396—397 годах. В первой из них посредником выступил комит Палестины Архелай, во второй своего эмиссара Исидора прислал патриарх Феофил Александрийский. Поддержка, оказанная Иоанну посланцем Феофила, только усугубила гнев Иеронима. Точка зрения Иеронима, выраженная в частном письме, по его мнению — выкраденном сторонниками Руфина, стала широко известна, что привело к дальнейшей эскалации конфликта.

### Египет

#### Антропоморфитский спор

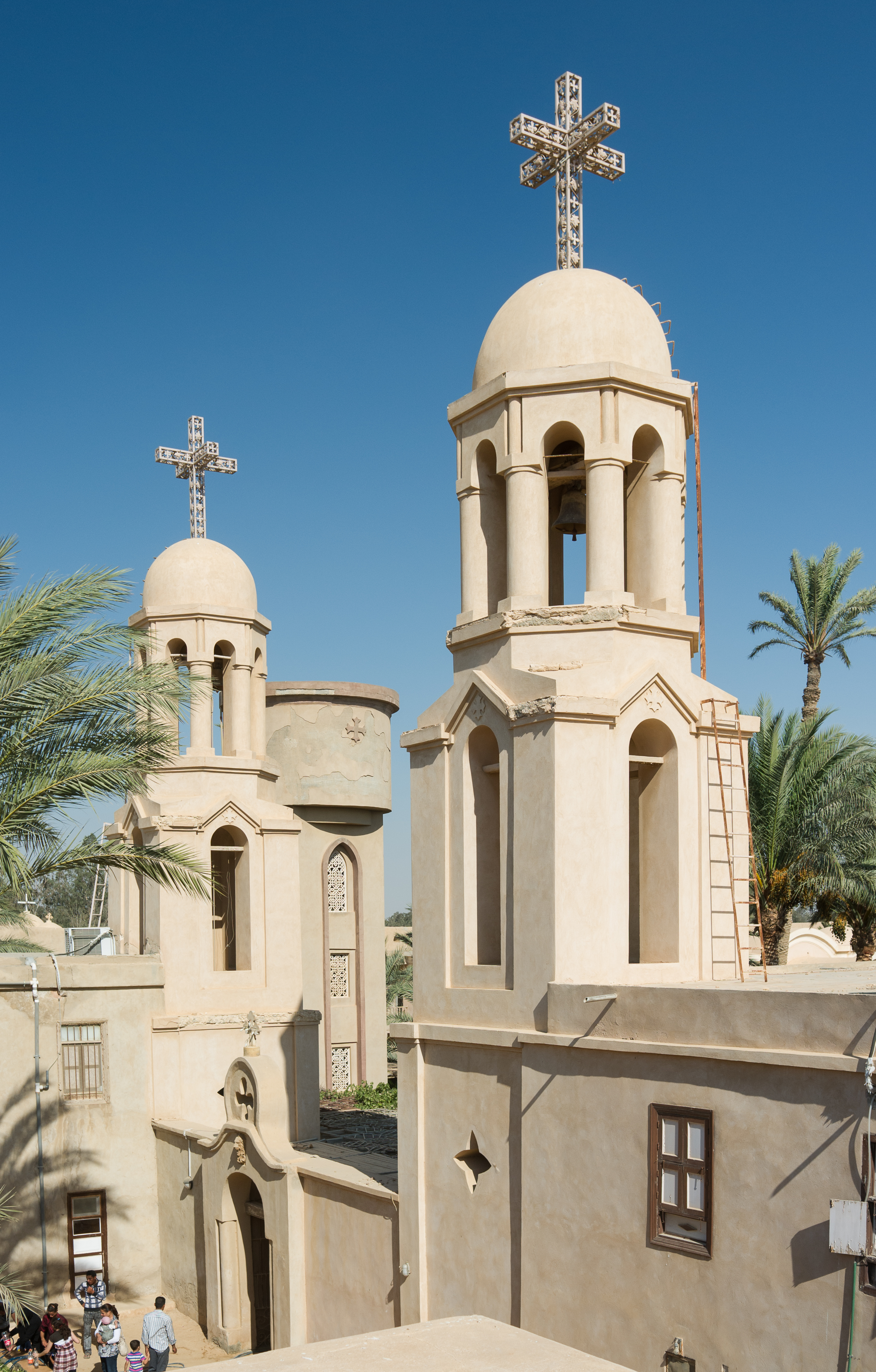
Основанный в 335 году монастырь Паромеос является старейшим из сохранившихся в долине Вади-Натрун

Сторонники буквального толкования Библии, получившие в трудах симпатизировавших оригенизму церковных историков V века название «антропоморфиты», ссылались на Быт. 1:26, 27 и на указание Нового Завета о том, что, по пришествии Христа став плотью, Слово обрело вид человека. Борьбу с этим течением начал уже Ориген, осуждая тех, кто, «поставив в церкви телесный образ человека, говорят, будто это образ Божий». К этому течению, согласно Оригену, принадлежал богослов II века Мелитон Сардийский. Согласно Оригену человек, сотворённый по образу Божию, — это «внутренний человек», или душа. Подобие для Оригена означало наличие у всех разумных существ, подобно Логосу, способности мыслить. Другую точку зрения по данному вопросу выразил Ириней Лионский, который, соглашаясь с тем, что в Библии имелось в виду подобие Логосу, признавал подобие человека воплощённому Логосу и, соответственно, телесное подобие человека божественному образу.
Развитие «антропоморфитского спора» в конце IV века известно из сочинений Иоанна Кассиана и Сократа Схоластика. В первые 11 лет пребывания в должности патриарх Феофил Александрийский (385—412) придерживался оригенистских взглядов и в своих пасхальных посланиях неоднократно критиковал тех, кто представлял Бога в чувственном образе. В послание 399 года он включил, помимо традиционного указания даты праздничных дней, «длинное рассуждение против нелепой ереси антропоморфитов и опроверг её обильной речью». Иоанн Кассиан, бывший в то время в Скитской пустыни, стал свидетелем того, какое огорчение это послание вызвало среди монахов. Далее он рассказывает историю престарелого монаха Серапиона, приверженца отвергнутого патриархом учения, чьё заблуждение было разоблачено1993. Рассказ Сократа Схоластика помещает это событие в более широкий контекст, сообщая: «Незадолго перед этим возник вопрос: Бог есть ли существо телесное, имеющее человеческий образ, или Он бестелесен и чужд человеческого и вообще всякого телесного вида?» Позиции о телесности Бога придерживались «простые подвижники», тогда как Феофил вместе с большей частью верующих придерживался противоположного взгляда. После обнародования письма 399 года — рокового, по мнению Оуэна Чедвика, шага, завершившего первый этап в истории монашеского движения, — множество монахов собралось у его резиденции и потребовало объяснений, «обвиняли его в нечестии и угрожали ему смертью». Феофил был вынужден пойти им навстречу и с тех пор принял сторону противников Оригена. Кассиан об этих событиях не сообщает. Опубликованное в 1883 году житие египетского отшельника Афу сообщает дополнительные подробности того, каким образом произошло изменение точки зрения патриарха Феофила. Согласно этому тексту, известный подвижник Афу услышал в Оксиринхе послание против антропоморфистов, отправился в Александрию и там переубедил патриарха.
Дальнейшее развитие событий, согласно Сократу Схоластику, связано с конфликтом патриарха Феофила с четырьмя братьями-оригенистами, известными как Долгие братья. Ранее патриарх приблизил этих славившихся своим подвижничеством монахов к себе и, против их желания, назначил их на ответственные посты. По мнению Оуэна Чедвика, таким образом патриарх хотел установить свой контроль над монахами-пустынниками. После того, как Феофил выразил поддержку антропоморфистам, и борьба их с оригенистами приняла насильственные формы, Долгие братья покинули Александрию. Попытки их вернуть ни к чему не привели, а когда стало известно, что братья осуждают его, возненавидел их и начал преследовать их и других оригенистов. Сократ Схоластик сообщает о «войне непримиримой» между двумя партиями, завершившейся изгнанием из Нитрийского монастыря оригенистов многочисленной толпой антропоморфистов во главе с патриархом. Весной или летом 400 года Феофил сообщил Иерониму и Епифанию, что он пресёк распространение оригенистской ереси в нитрийских монастырях и возвратил их в прежнее благостное состояние.

#### Осуждение Оригена
В конце 399 года или в начале 400 года на соборе под председательством Феофила Александрийского в Александрии были осуждены Ориген, а также его ученики и сочинения. Это решение было подтверждено соборами в Иерусалиме, Риме и на Кипре. Собор в Александрии не упоминается у Сократа Схоластика и Созомена, и о нём известно из посланий Феофила. В них сообщается, что в присутствии выдающихся монахов (лат. patres monachorum) и епископов сочинения Оригена были прочитаны и осуждены. Затем Феофил отправился в пустыню с целью погасить споры, вызванные таким решением. Противоположную точку зрения излагает Палладий, который утверждает, что собравшимся епископам не была предоставлена возможность высказать своё мнение, а три из них были осуждены. Возможность александрийского патриарха практически единолично принимать важные решения проистекала из специфики церковной организации Египта, в котором патриарх был единственным митрополитом, и каждый епископ этой митрополии находился в зависимости от него. Собор также упоминается в «Диалоге» Сульпиция Севера, в котором выступающий собеседником Постумиан делится своими впечатлениями о пребывании в Египте как раз во время собора. Этот путешественник общался в Александрии со священниками, епископами и с самим Феофилом. В отличие от церковных историков, Постумиан не возлагает всей ответственности за события, связанные с осуждением Оригена, только на патриарха. При этом он согласен с историками в том, что государство вмешалось в события и преследовало осуждённых монахов. Будучи осведомлённым о плохой репутации патриарха, Постумиан с удивлением отмечает его гостеприимство по отношению к нему.
Таким образом, патриарх Феофил, вероятнее всего, действовал в рамках установленных церковных процедур. После проведения собора Феофил продолжил добиваться поддержки своей позиции и обратился к папе Анастасию I, который утвердил осуждение Оригена и распространил его на латинский Запад. Получив необходимое одобрение со стороны церковных и светских властей, Феофил вновь стал укреплять свою власть в монастырях пустыни. В это время, предположительно, он стал виновником смерти «десяти тысяч отцов из обителей и пещер Скитских, огнём и дымом уморённых», то есть «скитских преподобномучеников», память которых Синаксарь отмечает 10 июля. При этом, однако, никакие источники, современные событиям, в том числе и враждебные Феофилу, ни о чём подобном не сообщают. В своём втором синодальном послании к епископам Палестины и Кипра Феофил ссылается на единогласное осуждение книг Оригена, три из которых названы — «О началах», «О молитве» и «О воскрешении» — на Нитрийском соборе. Текст послания обозначает желание патриарха провести осуждение на основе тщательного расследования, а не голословных обвинений и слухов. Сопоставляя со свидетельством Постумиана, можно предположить, что в пустыню патриарх прибыл с составленной на Александрийском соборе подборкой изобличающих Оригена цитат. Согласно просьбе Феофила, на состоявшемся соборе на Кипре Ориген и его труды были осуждены.

### События в Константинополе

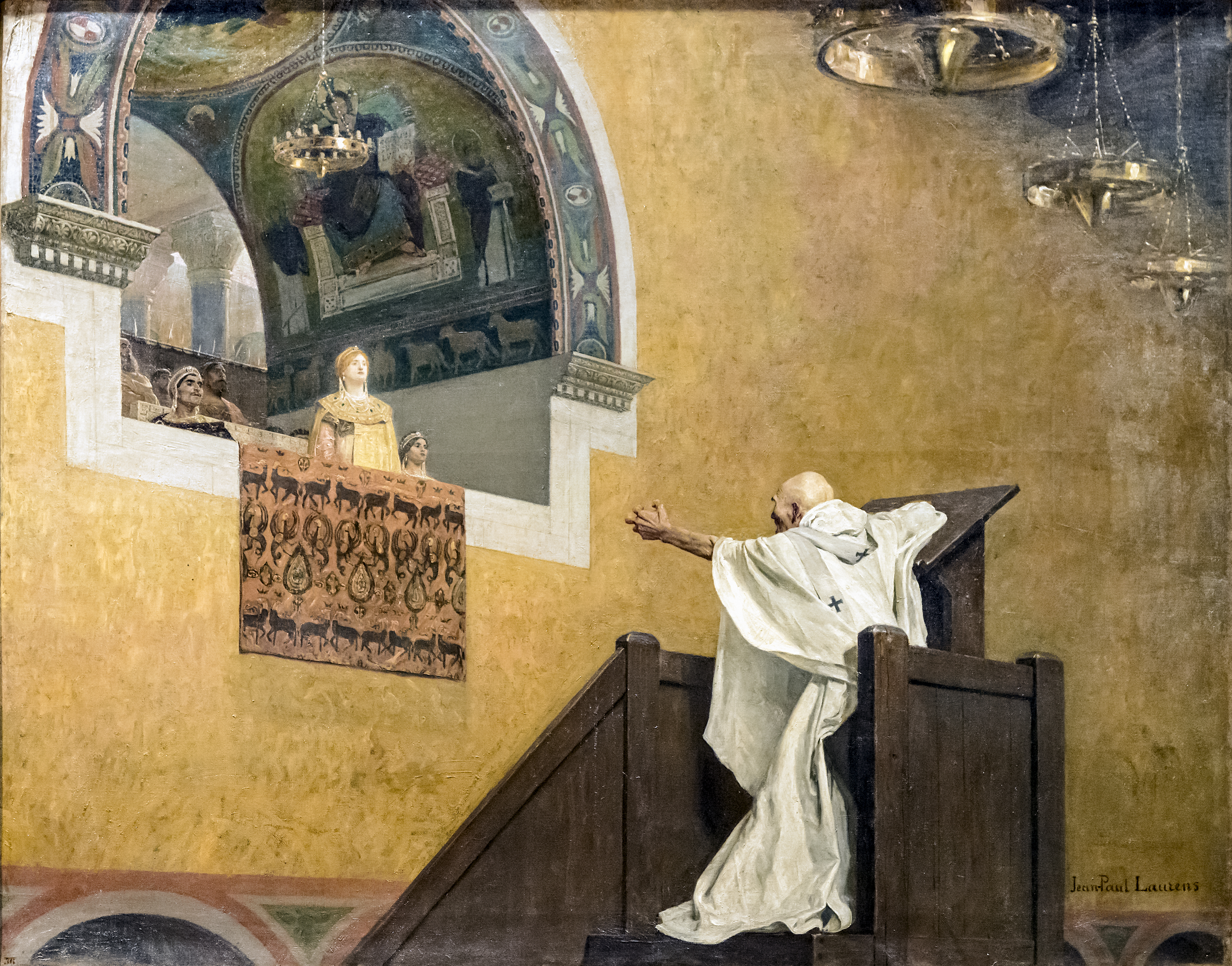
Поворот в судьбе Иоанна Златоуста, превративший его из обвинителя в обвиняемого, связывают с одной произнесённой им проповедью против порочных женщин, в которой императрица Евдоксия увидела выпад в свой адрес. Картина Ж.-П. Лорана, 1880-е годы

В сентябре 397 года скончался архиепископ Константинополя Нектарий (381—397), после чего началась борьба за освободившуюся кафедру. Несмотря на то, что Константинопольская епархия входила в состав Антиохийской патриархии, патриарх Александрийский Феофил предлагал избрать выполнявшего ранее его конфиденциальные поручения Исидора, к тому времени уже 80-летнего старца. Однако выбор всесильного фаворита императора Аркадия евнуха Евтропия остановился на антиохийском пресвитере Иоанне Златоусте. Причины этого выбора не известны, возможно, Евтропий получил положительное впечатление о характере и организаторских способностях Иоанна во время своего визита на Восток. По другой версии, несмотря на известную приверженность пресвитера Иоанна Златоуста Никейскому православию и его знаменитое красноречие, ввиду большей близости богословов антиохийской школы к полуарианам его назначение должно было способствовать успокоению арианского и полуарианских меньшинств в столице. Для утверждения нового епископа был созван специальный собор с участием главных восточных епископов, среди которых был и Феофил. Все участники собора до последнего момента не знали о цели его созыва, и когда всё раскрылось, Феофил предпринял всё от него зависящее, чтобы помешать назначению Иоанна. Собор, тем не менее, утвердил назначение, и даже Феофил, несмотря на первоначальное нежелание, отдал за него свой голос, председательствуя на посвящении. Согласно Сократу Схоластику, подробно изложившему этот эпизод, Евтропий угрожал в противном случае дать ход многочисленным обвинениям против александрийского патриарха. После этого эпизода, однако, отношения Феофила и Исидора резко ухудшились. В результате Исидор примкнул к Долгим братьям и, когда те в 399 году были вынуждены спасаться бегством из Египта, бежал вместе с ними. Согласно Созомену, именно эти обстоятельства церковной политики привели патриарха Феофила в лагерь противников Оригена.
Осенью 401 года в Константинополь прибыло около 50 монахов-оригенистов из Египта, спасаясь от преследования патриарха Феофила. Положение Иоанна Златоуста в это время было достаточно непрочным, поскольку он в это время находился в конфликте с императрицей Евдоксией. Поэтому, опасаясь вмешательства Феофила, к чьей юрисдикции относилось дело Долгих братьев и их спутников, Иоанн, хотя и разрешил им молиться в церквях столицы, в общение их не принял. Более того, он запретил им публично обсуждать причинённые им несправедливости, а сам направил письмо Феофилу с просьбой простить беглецов. Некоторое время Долгие братья без особого успеха пытались добиться поддержки властей, но затем смогли обратиться с петицией к императрице. Результатом стало императорское постановление устроить церковное разбирательство между Иоанном и Феофилом, а также светское между братьями и их обвинителями из Египта. Для представления обвинений прибыли представители Феофила, на состоявшемся суде обвинения против братьев были признаны ложными, и обвинители были осуждены. Однако приезд самого Феофила задерживался, а Иоанн был занят другими церковными проблемами, в результате чего александрийский патриарх был вызван в Константинополь только весной 402 года. В качестве тактики своей защиты Феофил избрал обвинение Иоанна Златоуста в оригенизме, для чего заручился поддержкой Епифания Кипрского.
После осуждения Оригена на Кипре в Константинополь прибыл епископ Епифаний Кипрский с целью склонить к такому же решению архиепископа Иоанна Златоуста, отказываясь вступать с ним в общение до тех пор, пока он не осудит Оригена. К своему удивлению, в столице Епифаний не встретил в этом вопросе единодушной поддержки. Феотим, епископ из города Томы в Скифии (392—403/7), спорил с ним, не соглашаясь оскорблять Оригена. Епифаний, пребыв в столицу, предлагал всем епископам подписать запретительное определение против Оригеновых книг. При этом, согласно Сократу Схоластику, единственной причиной, почему это должно было быть сделано, кипрский епископ называл только своё и Феофила Александрийского к этому желание. Феотим же считал, что Ориген умер во благочестии, что предыдущие отцы Церкви не запрещали читать книги Оригена, что в книгах Оригена нет никакого плохого учения. Наоборот, в них изложено учение Церкви, поэтому ругающие книги Оригена поступают неблагоразумно. Не достигнув своей цели, Епифаний отправился обратно на Кипр, но умер по дороге 12 мая 403 года.
Затем в Константинополь прибыл Феофил, однако к тому времени конфликт перешёл в интригу против лично Иоанна Златоуста, и вопрос об отношении Иоанна к Оригену отошёл на второй план.

## Позиции сторон

### Противники Оригена

#### Епифаний Кипрский
Как и многие его современники, ересиограф Епифаний Кипрский был хорошо знаком с произведениями Оригена и, согласно Руфину, он прочитал их шесть тысяч. В некоторых аспектах он даже был поклонником александрийца, в частности его «Гексапл». Тем не менее, начало преследования оригенистов связывают именно с именем Епифания Кипрского, который в своих трудах середины 370-х годов, Анкорате (374) и Панарионе (376), связал имя Оригена с распространением арианства:
…Произошедшая от него ересь сперва открылась в стране Египетской, а теперь встречается между людьми превосходными и принявшими, по-видимому, монашеский образ жизни, по влечению природы удалившимися в пустыни и избравшими нестяжательность. Также и эта ересь ужасна и хуже всех древних ересей, с которыми она мудрствует сходно. Хотя она и не располагает своих последователей совершать срамное, но внушает странное по своей гнусности сомнение относительно самого Божества; от неё Арий получил первый повод и за ним аномеи и другие.

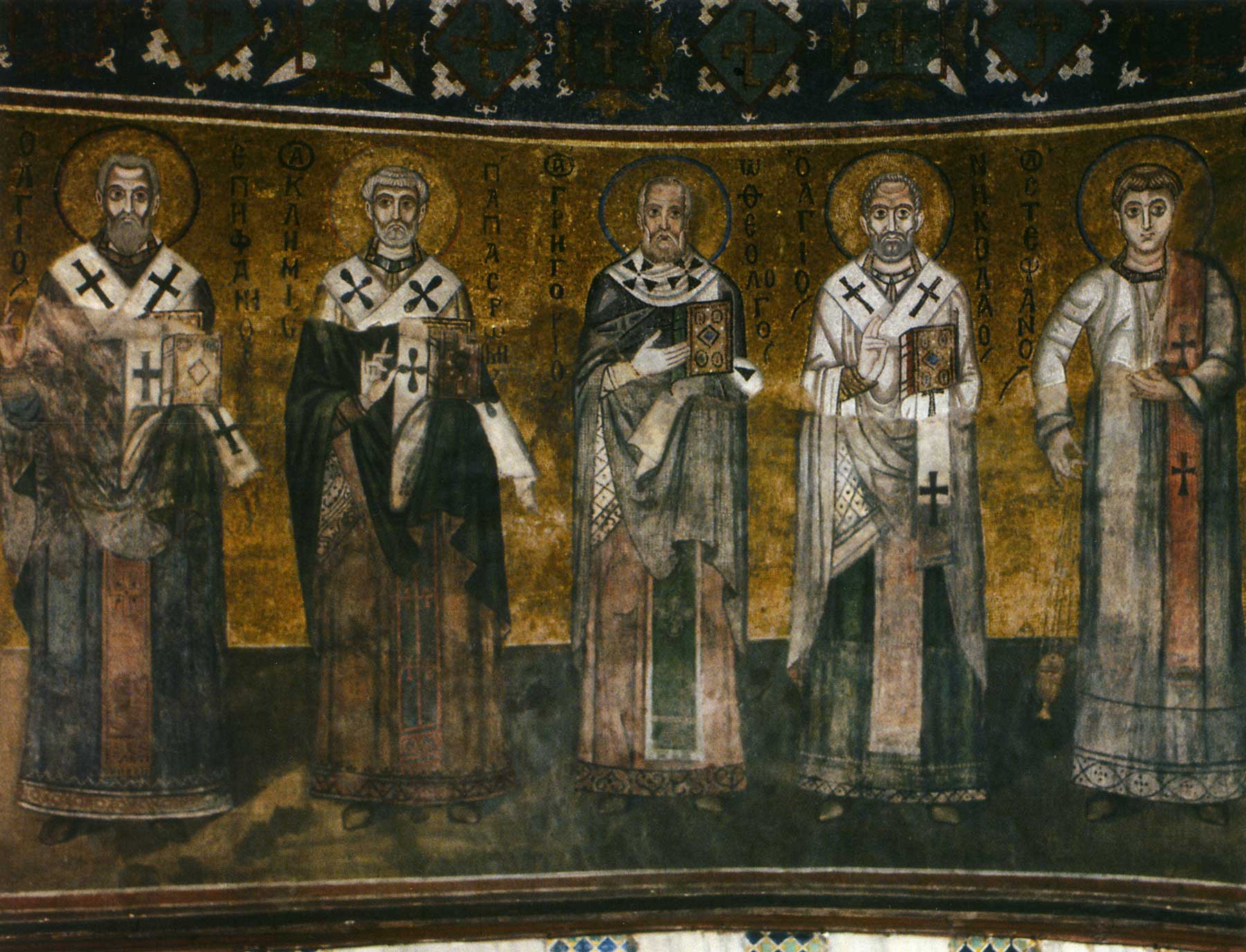
Епифаний Кипрский (слева) на мозаике «Святительский чин», Софийский собор, Киев, 1043—1046 годы. Справа от него папа римский Климент I, Григорий Богослов, Николай Чудотворец и Стефан Первомученик

В этот период, когда основным конфликтом в христианстве была борьба с арианством, Епифаний подробно опровергает учение Оригена о человеке и его эсхатологию. Значительно меньшее внимание он уделяет учению Оригена о Троице. Главным заблуждением Оригена он считает утверждение, что Сын не видит Отца и Святой Дух не видит Сына. В связи с этим Епифаний считал Оригена «отцом арианства». Позднее это обвинение было поддержано Иеронимом Стридонским и далее стало широко распространено. В Анкорате Епифаний также критикует экзегетический метод Оригена и его учение о бесплотном воскресении. В значительной степени Епифаний основывал своё мнение на опровержениях Мефодия Олимпийского, которого обширно цитировал. Современные исследователи Оригена отмечают, что в своих выводах Епифаний был не вполне прав, полагая за учение Оригена его утверждения, высказанные в качестве гипотезы.
В следующий раз Епифаний обращается к ошибкам Оригена в 394 году в своём письме к епископу Иоанну Иерусалимскому по поводу неправомерного посвящения Павлиниана. Он повторяет свои прежние аргументы из Панариона против теорий о том, что Сын не видит Отца, что души предсуществуют на небесах и помещаются в тела как могилы, что души «охлаждаются», что человеческие тела это «кожаные одежды», полученные после грехопадения, и так далее. Вводятся три новых обвинения: что исходное бестелесное состояние и водворение в телесность вследствие греха предполагают осуждение размножения, что дьявол будет спасён и потому также унаследует Царство небесное вместе с праведниками и что Адам утратил образ Божий. В том же письме он касается проблемы иконоборчества и поведения Палладия, распространявшего ересь Оригена в Палестине. Э. Кларк задаётся вопросом о том, в какой мере в данном случае Епифаний полемизирует со взглядами исторического Оригена, а не отражает богословскую полемику конца IV века. Так, вопрос о допустимости размножения может быть рассмотрен в контексте борьбы со сходными взглядами манихеев и иеракитов; эта же проблема затрагивалась в полемике Иеронима Стридонского с Иовинианом об аскетизме. Аргументация в пользу размножения строилась на известных цитатах из книги Бытия (Быт. 1:28, Быт. 2:24, Быт. 9:1). Вопрос о спасении дьявола связан с развитой Оригеном теорией апокатастасиса, то есть восстановления первоначального состояния. Ориген полагал, что благость Бога настолько велика, что она способна преодолеть любое зло. Возражения Епифания основывались на моральных соображениях: если дьявол станет равным святым, то всё различение на основе заслуг станет бессмысленным. Эта проблематика также была предметом разногласий Иеронима и Иовиниана. Возможной целью Епифания в вопросе о дьяволе мог быть и Евагрий Понтийский, полагавший, что в конце времён все создания будут прощены и более не будет существовать зло.
Третья тема из письма Епифания Иоанну Иерусалимскому, об утрате Адамом образа Бога, также допускает различные интерпретации. Как отмечают исследователи, в этом случае Епифаний преувеличивает взгляды Оригена, для которого эта тема не была основной. Вероятно, Епифаний тут полемизирует с более радикальными оригенистами его дней, приводя многочисленные цитаты в защиту противоположной точки зрения. При этом, однако, собственная позиция Епифания по вопросу об образе остаётся непрояснённой и может быть рассмотрена в контексте борьбы с идолопоклонством, которая велась в Египте в конце IV века. В том же письме Епифаний рассказывает о своей собственной иконоборческой деятельности в палестинском городе Анаблата — увидев в местной церкви занавесь с изображением «то ли Христа, то ли кого-то из святых», он сорвал её и разорвал на части. В ответ на возмущение служителей Епифаний пообещал прислать новую занавесь из Кипра. С учётом того, что оригенисты в Палестине называли Епифания антропоморфитом, следует, вероятно, признать отсутствие у него целостной собственной богословской концепции.

#### Иероним Стридонский

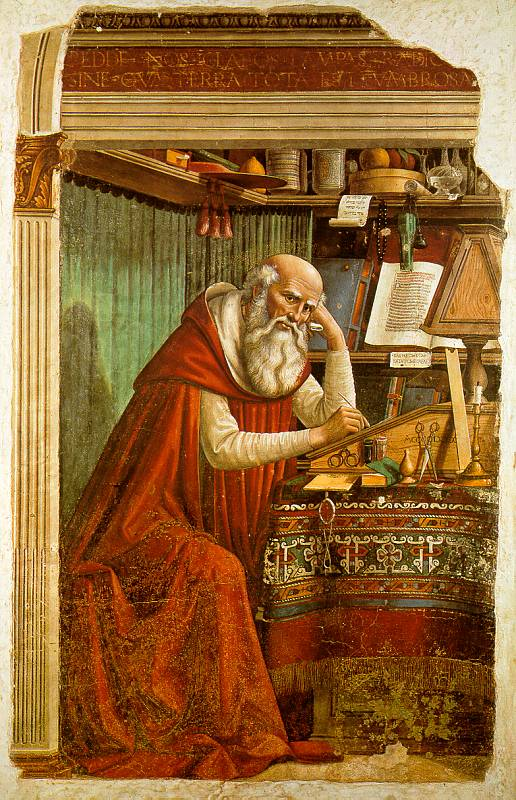
Святой Иероним, погружённый в чтение. Фреска Доменико Гирландайо

Церковный писатель Иероним Стридонский примкнул к антиоригенистам в ходе этого спора, несмотря на то, что ранее являлся почитателем Оригена и неоднократно использовал его труды в своей деятельности по толкованию Библии. По его мнению, хотя Ориген и не был осуждён на Первом Никейском соборе и даже не был упомянут, он был осуждён косвенно среди тех, кто думает, что Сын происходит не из существа Отца. Также Иероним полемизировал с аллегорическим методом Оригена и его антропологией. Отношение Иеронима к теориям Оригена со временем менялось. Согласно Э. Кларк, в этом процессе можно выделить три основных этапа: в конце 380-х годов, когда Иероним составил своё «Толкование на послание к Ефесянам», в котором не обнаруживается критики Оригена; в 396 году Иероним утверждал, что ошибки Оригена в учении о душах и будущем прощении дьявола не так существенны по сравнению с положением о том, что упомянутые в книге Исайи серафимы (Ис. 6) были Сын и Дух Святой. Наконец, в 402 году Иероним выступал уже против космологии Оригена в целом. Основных теорий, объясняющих такое изменение в позиции Иеронима, две. Согласно первой, это изменение началось около 393 года как реакция на начавшийся спор об оригенизме. Вторая предполагает собственное изменение взглядов богослова и его возросшее неприятие теории апокатастасиса. В своём письме к Паммахию и Океану Иероним отвечает на упрёки в том, что в молодости он был сторонником Оригена. Частично соглашаясь с этим и подтверждая, что читал и собирал его книги, Иероним относит это на счёт своей молодости, а затем обвиняет оригенистов в нечестивости. Он пишет об их оргиях, о том, что «их бесстыдные женщины обыкновенно хватают себя за груди, ударяют по животу, трогают чресла, лядвеи и вонючие подмышки и говорят: какая нам польза в воскресении, если воскреснет бренное тело? — мы будем подобны ангелам, будем иметь и природу ангельскую». В ответ на это Руфин Аквилейский призывал своего оппонента не насмехаться над «бедными женщинами» и напоминал ему, что сам поощрял их к таким взглядам в «Толковании на послание к Ефесянам», где утверждал, что, воскреснув, женщины превратятся в мужчин, а тела в духи так, что не будет разницы между полами. Более того, Руфин отмечает в этом произведении приверженность учению апокатастасиса. Э. Кларк рассматривает различные способы, с помощью которых Иероним в 401—402 годах пытался очистить свою репутацию. По её наблюдению, основным было перетолковывание спорных мест из «Толкования на послание к Ефесянам» в моральном, а не оригеновском духе.
Многие произведения Иеронима, созданные начиная со второй половины 390-х годов, содержат выпады против Оригена и оригенистов. В «Комментарии на Иону» (396) Иероним критикует мнение оригенистов, отождествляющих царя Ниневии (Иона. 3:6—9) с дьяволом. Как и в других случаях, на основе моральных соображений отрицается идея о возможности спасения дьявола вместе со всеми остальными мыслящими существами. По сходной причине Иероним отвергает оригеновские интерпретации, комментируя Евангелие от Матфея (398). К периоду между 396 и 399 годами относят трактат «Против Иоанна Иерусалимского», созданный в ответ на письмо патриарха Иоанна к Феофилу Александрийскому, в котором тот пытался очиститься от обвинений в ереси, выдвинутых против него Епифанием Кипрским. Помимо упрёков в многочисленных случаях неподобающего поведения, имевших место за три года до этого, Иероним формулирует 8 обвинений богословского характера. Они в точности повторяют соответствующие обвинения Епифания, однако основное внимание уделяется другим заблуждениям. Иероним желает получить от Иоанна ясный ответ на вопрос, действительно ли души созданы раньше тел. И если да, то как они соединяются друг с другом. Также Иероним подозревает Иоанна в скрытом оригенизме за его веру только в «воскрешение тел», но не «воскрешение плоти». Согласно Иерониму, воскресение должно произойти вместе с костями, нервами и кровью, и он подозревает, что Иоанн намеренно выражается неопределённо, в расчёте угодить и оригенистам, и анти-оригенистам. В 401 или 402 году Иероним создаёт «59 гомилий на псалмы», возвращаясь к теме, к которой он уже обращался десятилетием раньше в «Комментариях на псалмы» (390 или 391). Если в первый раз работа Иеронима была в значительной степени основана на интерпретациях Оригена, то теперь главной задачей стало очиститься от всяких связей с отвергнутым учением. Наконец, в 402—403 годах было создано самое масштабное анти-оригеновское произведение Иеронима, «Апология против Руфина» в двух книгах. К критике Оригена Иероним обращался и после завершения этого спора.
Иероним также известен как переводчик на латынь трудов Оригена. Хотя в целом точность его переводов считается высокой и подтверждается сравнением с сохранившимися оригиналами, в некоторых случаях Иероним счёл возможным внести изменения для приведения текста в соответствие с пониманием ортодоксальности конца IV века. Одно из наиболее существенных изменений связано с переводом гомилий Оригена на пророка Исайю, выполненным около 380 года. О принадлежности этого перевода Иерониму сообщает только Руфин, в то время как сам Иероним, всегда тщательно перечислявший все свои литературные достижения, об этом умалчивает. Причины этого могли быть как в незаконченности перевода (хотя этому противоречит знакомство с ним Руфина), так и желание Иеронима забыть об этой своей ошибке. Проблема с этим текстом состояла в том, что в книге Исайи два серафима, отождествлённые, как было сказано выше, с двумя членами Троицы, возносят хвалу Богу Отцу. По представлениям посленикейского времени такая интерпретация вводила иерархию в Троице и потому была неприемлемой. В своих собственных более поздних комментариях Иероним следует традиции евангелиста Иоанна и апостола Павла, а трактовку Оригена критикует. Согласно Руфину, в переводе гомилий Иероним добавил фразу о том, что, несмотря на сказанное ранее, не утверждается какая-либо разница внутри Троицы. По мнению современного немецкого богослова Альфонса Фюрста, Иероним, поступая таким образом, пытался улучшить свою репутацию.

#### Феофил Александрийский

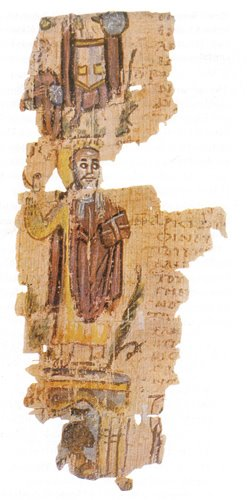
Феофил Александрийский с Евангелием в руке попирает Серапеум, ок. 391 года

Участие Феофила Александрийского, занимавшего пост александрийского патриарха с 385 по 412 год, было довольно эпизодическим. В начале он, как это засвидетельствовано у Палладия, Сократа Схоластика и Созомена, был на стороне оригенистов и в 396 году послал своего эмиссара Исидора в Палестину с целью погасить конфликт. В 397 году Иероним Стридонский упрекал Феофила в том, что многие считают его слишком терпимым к оригенистам. Затем, в ходе описанных выше событий, он поменял свою точку зрения и далее участвовал в споре как противник оригенистов Долгих братьев, а затем Иоанна Златоуста. Первым известным документом Феофила, содержащим нападки на оригенизм, является его письмо епископам Палестины и Кипра с результатами проведённого им в 400 году собора. Это послание сохранилось фрагментарно, но известен ответ его адресатов. В нём палестинские епископы отрицают, что когда-либо слышали от оригенистов приписываемое им Феофилом. Затем в своих пасхальных посланиях он предостерегал верующих от увлечения взглядами Оригена. В послании от 401 года он перечисляет следующие заблуждения Оригена:
- Относительно Троицы Ориген вводит субординацию, утверждая, что в сравнении с обычными людьми Христос есть истина, но в сравнении с Богом Отцом ложен; и как Пётр и Павел отличны от Спасителя, так и Сын ниже Отца. Так же Ориген полагал, что Христос не будет вечно царствовать, и потому молиться стоит только Отцу;
- Воскрешённые тела будут смертны и подвержены тлению;
- Бог не создавал сонмы ангелов, и они имеют свою иерархию, являющуюся следствием их падения, имевшего места до сотворения мира. Ангелы при этом несовершенны, а некоторые из них потребляют воскурения иудейских жертвоприношений;
- Дьявол некогда будет восстановлен в своём достоинстве[прим. 11];
- Души могут неоднократно вселяться в тела;
- Христос некогда будет распят для спасения демонов;
- По движению звёзд можно получить знание будущего, чем занимаются демоны;
- Ориген не отрицает действенности магии и не считает её злом[111].

В отличие от списка Епифания Кипрского, основанного на трудах предшественников, свой перечень прегрешений Оригена Феофил составил самостоятельно. Исследователи обратили внимание на то, что в списке Феофила отсутствует главная слабость учения Оригена — учение о предсуществовании душ и, в частности, души Христа. Причина этого может быть в особенности аудитории, монахов нитрийской пустыни, для которых вопросы молитвы были более важны. Известно, что патриарх Феофил имел агентов в среде пустынного монашества.
В послании 402 года он называет Оригена «гидрой ереси» и добавляет новые заблуждения:
- Тела созданы вследствие падения душ;
- Чины ангелов возникли вследствие нравственного ослабления некоторых из них;
- Святой Дух не воздействует на то, что не одарено разумом;
- Души это охладевшие духи;
- Человеческая душа Христа истощила себя и воплотилась, а не Сын Божий;
- Она столь же тесно соединена с Сыном, как и Сын с Отцом;
- Бог создал столько тварей, сколькими мог управлять.

В послании 402 года Феофил вновь касается ошибок оригенизма, на этот раз вместе с обсуждением ереси Аполлинария Лаодикийского. Критике подверглись следствия из идеи о предсуществовании души Иисуса Христа. Также была сочтена еретической мысль о том, что Бог создал ровно столько живых существ, сколько мог контролировать. Ещё одним новым направлением критики стало положение Оригена о том, что Святой Дух действует только на мыслящих существ, — из этого, согласно Феофилу, следовало, что Дух не влияет на используемую в обряде крещения воду, а также на используемые при евхаристии хлеб и вино. В последнем известном послании Феофила 404 года оригенизму посвящено 10 глав, в основном по поводу допустимости размножения и телесности.
Современные исследователи согласны с мнением церковных историков Сократа Схоластика, Созомена и Палладия о том, что мотивация Феофила была скорее политического, чем богословского характера. Сократ Схоластик связывает антиоригенизм Феофила с его желанием дискредитировать Долгих братьев и Исидора. Впоследствии Феофил охотно читал произведения Оригена, сравнивая их, по словам Сократа Схоластика, с «лугом, усеянным цветами всякого рода; если среди них я нахожу что-либо хорошее, то срываю, а что кажется мне тернистым, то оставляю, как колючее». Дополнительные подробности сообщает Палладий, согласно которому Феофил, желая опорочить Исидора, обвинил его в случае содомии, имевшем место за 18 лет до описываемых событий. Хотя подкупленный с этой целью Феофилом молодой человек отказался давать показания против Исидора, Феофил, тем не менее, отлучил его от церкви. Затем Феофил направил послание к епископам, требуя изгнания из пустынных монастырей некоторых известных аскетов. В изложении Феофила эти события, очевидно, выглядят иначе. Когда александрийский епископ осудил еретические сочинения Оригена, сторонники этого учения устроили мятеж. Роль Исидора, который был «по различным причинам отлучён многими епископами от общения святых», в этих событиях была другой — он использовал своё богатство для снабжения беглых нитрийских монахов; эпизод с содомией был связан с тем, что молодой человек и его мать подняли язычников против епископа за то, что тот разрушил Серапеум и других идолов. Действительно, известно, что в 390-х годах Феофил вёл активную борьбу с язычниками в Египте и их идолами — вероятно, его выступление против антропоморфизма на ранней стадии спора было связано с этим. В целом, по мнению В. Болотова, Феофил был «наименее искренним противооригенистом», и мотивы его были совершенно посторонние. Из рассказа церковных историков известно также, что даже после осуждения Оригена Феофил охотно пользовался его экзегетическим методом и продолжил изучение его трудов.

### «Оригенисты»

#### Руфин Аквилейский

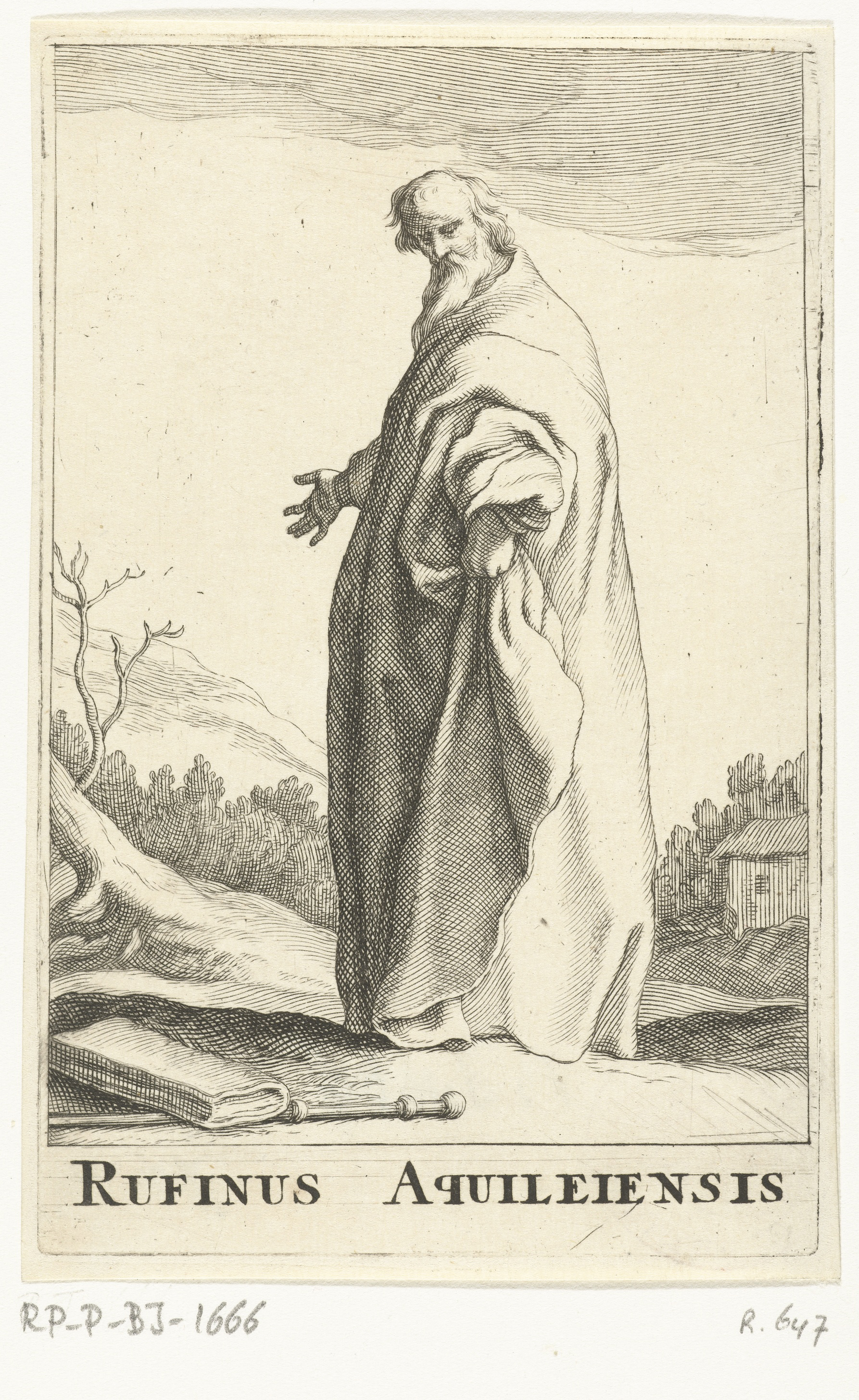
Руфин Аквилейский в представлении Ф. Блоемарта (1614—1690)

В отличие от Иеронима, чья литературная деятельность позволяет проследить его духовную эволюцию в период до начала рассматриваемого спора, о Руфине Аквилейском такой информации существенно меньше. Из автобиографических упоминаний в его трудах известно, что восемь лет в 370-х годах Руфин учился у известного защитника учения Оригена Дидима Слепого, а позднее переписывался с имеющим репутацию оригениста Евагрием Понтийским и переводил его труды. Первое известное произведение Руфина — его перевод трактата в защиту Оригена, написанного Памфилом Кесарийским. В предисловии к этому переводу Руфин полемизировал с обвинившими в оригенизме патриарха Иоанна Иерусалимского Иеронимом и Епифанием Кипрским. Также известен его перевод анонимных «Диалогов с Адамантием» — судя по всему, Руфин предполагал, что они имеют отношение к Оригену, которого часто называли «Адамантовым». Анализ этих ранних произведений позволяет сделать вывод о поддержке Руфином оригенизма или его некоторой модификации. В предисловии к переводу написанной в начале IV века «Apologia pro Ongene» Памфила Руфин сформулировал свою позицию по поводу учения Оригена, которой он впоследствии придерживался, — вера христиан первых веков содержала в себе только два основных догмата: учение о Троице и о воплощении. Полемизируя с Иеронимом, обвинявшим Иоанна Иерусалимского в веру только в «воскрешение тел», но не «воскрешение плоти», и анализируя словоупотребление книг Нового Завета, Руфин доказывал, что у апостола Павла слова «тело» и «плоть» применительно к Иисусу Христу взаимозаменяемы. Таким образом Руфин пытался опровергнуть одно из основных обвинений против Оригена об отрицании материального воскресения тел. Собственно «Apologia» Памфила имела целью опровергнуть обвинения, выдвинутые против трактата Оригена «О началах». Начав свою защиту с утверждения, что существует пространство за пределами учения апостолов, где возможны различные точки зрения и дискуссия, далее Памфил выдвигает несколько аргументов, которые в дальнейшем широко использовались. Один из них касался обоснования учения Оригена о воскресении, согласно которому тело, которое будет воскрешено в Судный день, не будет физическим телом, которое подвергалось бы постоянному видоизменению. Вместо этого Ориген предполагал появление его платоновской «эйдос» (др.-греч. είδος), которая является началом тела. Согласно Памфилу, утверждение Оригена из «Толкования на псалмы» о том, что в течение человеческой жизни эйдос присутствует в теле, разделяя его работы, и потому достоин славы, доказывает, что учение Оригена о воскресении вполне православно. Однако та же фраза для Епифания Кипрского показывала, что Ориген не верит в истинное воскресение мёртвых. Вопрос о происхождении души, также подробно обсуждавшийся в ходе спора конца IV — начала V века, Памфил также полагал не достаточно прояснённым и потому допустимым для дискуссии. Решение этого вопроса Оригеном, предполагавшим предсуществование душ, было хорошим, так как помогало объяснить кажущуюся божественную несправедливость, когда некоторые люди рождаются слепыми, варварами или умирают в молодости.
В предисловии к «Apologia» Руфин пытается дать ответ на ещё одну часто звучавшую претензию к Оригену, по поводу наблюдающейся в некоторых случаях непоследовательности его богословской мысли. На вопрос, почему столь «учёный и мудрый муж», как Ориген, мог в одном месте говорить, что нигде в Писании не говорится о том, что Святой Дух порождён или создан, а в другом месте утверждать, что Дух был создан вместе с другими созданиями; утверждать, что Отец и Сын «одной субстанции» и при этом, что Сын был создан и имеет другую субстанцию; утверждать, что воскресший Христос был вознесён на небо во плоти, и что плоть не будет спасена, Руфин отвечает, что такие расхождения появились потому, что еретики исказили первоначальный текст Оригена своими лживыми мнениями. В доказательство Руфин приводит примеры искажений, внесённых в труды ранних Отцов Церкви. Таким образом, когда в 398 году Руфин получил заказ на перевод трактата «О началах», он проинформировал своего заказчика Макария, что некие злонамеренные люди исказили первоначальный текст и потому текст, доступный для перевода, содержит не всегда ортодоксальные суждения.
В ноябре 399 года скончался папа Сириций, отказывавшийся принимать меры против симпатизировавших Оригену богословов. Пришедший ему на смену Анастасий I был настроен не столь благожелательно, приняв сторону Марселлы и Паммахия. В 400 году Руфин обратился к нему в «Apologia ad Anastasium» («Апология к Анастасию»), в которой излагал своё представление о воскресении тел и происхождении душ. Ответом на это было, вероятно, написанное в следующем году послание Анастасия к Иоанну Иерусалимскому, в котором папа заявил, что не знает и не желает знать, кто такой Ориген. В этой апологии Руфин объясняет задачи предпринятого им перевода и объясняет собственные богословские взгляды. Этот документ был известен Иерониму, который отметил, что Руфин слишком много внимания уделил вопросам, не имеющим отношения к оригенистскому спору. Иероним критиковал перевод Руфина «О началах», утверждая, что в нём изменены или пропущены некоторые слова. В ответ в 401 году Руфин издал «Апологию против Иеронима», где доказывал, что эти искажения совершенно незначительны, по сравнению с теми, которые допустил сам Иероним при переводе Ветхого Завета с иврита. Другим направлением атаки Руфин избрал обвинение своего оппонента в том, что его ранние произведения содержали обширные цитаты из Оригена. В защиту собственного переводческого метода Руфин сообщал, что когда ему встречалось сомнительное место, он решал, какое прочтение было исходно оригеновским. Более того, он утверждал, что выявил систему, по которой еретики искажали труды Оригена.
Руфин продолжил заниматься переводами трудов Оригена до конца своей жизни, продолжая попытки примирить учение александрийского дидаскала с богословскими реалиями начала V века.

#### Евагрий Понтийский

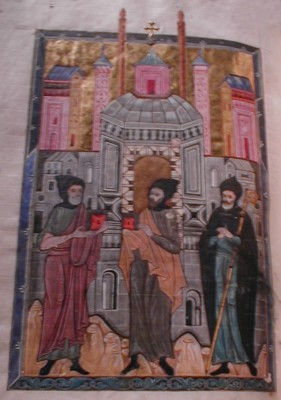
Евагрий Понтийский, Иоанн Лествичник и неизвестный святой на иконе XVII века

Вопрос об оригенизме Евагрия Понтийского (346—399) является дискуссионным. Хотя представление о том, что Евагрий является наиболее видным последователем Оригена в IV веке, достаточно широко распространено, нигде в своих сочинениях он не ссылается прямо на труды александрийского богослова. Представление о центральной роли богословских воззрений Евагрия для рассматриваемого оригенистского спора в современной исторической науке возникло после появления в 1962 году первой монографии, посвящённой Евагрию, — «Les 'Képhalaia Gnostica' d’Évagre le Pontique et l’histoire de l’Origenisme chez les Grecs et chez les Syriens» Антуана Гийомона. О хронологически первом обращении Евагрия к проблематике, близкой к оригеновской, возможно, свидетельствует письмо Григория Богослова (329—389) к некоему «монаху Евагрию» с ответами на вопросы о природе Троицы. Адресат письма задавался вопросом, является ли Троица простой или составной. Если природа божества простая, то каким образом к ней приложимо число три? В «Послании о вере», до 1920 года приписывавшемся Василию Великому, Евагрий рассматривает те же вопросы, утверждая, что числа должны быть исключены из понятия божества, так как исчислимость свойственна только телесной природе, а «Бог свободен от всякого качества». Там же Евагрий цитирует Евангелие от Матфея (25:36) «Я был наг, и вы одели Меня». Схожие представления о простоте Бога высказываются и в «Умозрительных главах». Хотя эти произведения были созданы в период тринитарных дискуссий периода арианских споров, такие взгляды позволяют отнести Евагрия к лагерю противников антропоморфизма. Помимо богословских вопросов, расхождения оригенистов и антропоморфитов касались практически более важных для монахов проблем евхаристии и молитвы. Так, согласно позиции египетских антропоморфитов, выраженной в споре отшельника Афу с патриархом Феофилом, сомнение в телесности Бога равнозначно сомнению в реальности присутствия Христа во время таинства евхаристии. Возражая на это, Феофил указывал на невозможность подобия Бога эфиопу, прокажённому, калеке и вообще всем людям после грехопадения. В ответ Афу сослался на то, что Бог после Потопа сказал Ною: «Кто прольёт кровь человеческую, того кровь прольётся рукою человека: ибо человек создан по образу Божию» (Быт. 9:6). Окончательно Феофила, сомневающегося в том, что «человек больной носит образ Бога бесстрастного и совершенного, или… когда сидит на земле и справляет естественную нужду», убедил аргумент Афу о евхаристии, после чего патриарх изменил свои взгляды на антропоморфизм. Соответственно, в анти-антропоморфитских кругах учение о евхаристии понималось более аллегорически, и это выражено в кратких поучениях Евагрия Понтийского из его «Зерцала иноков и инокинь». Там он утверждает, что «кровь Христова есть созерцание тварных вещей», а «грудь Господня есть ведение Бога». Аналогично Евагрий высказывается и в других своих произведениях.
А. Гийомон связывает также другой эпизод из рассказа об Афу с именем Евагрия и его теориями, а именно о наивном монахе Серапионе, у которого после того, как ему рассказали, что руководители церквей на Востоке представляют Бога «духовно», пропала радость от молитвы, поскольку «из сердца его исчез тот образ божества антропоморфитов, который он привык представлять себе в молитве». Согласно Гийомону, этот рассказ отражает неудовлетворение монахов-антропоморфитов «чистой молитвой» Евагрия. В «Слове о молитве» Евагрий предостерегает того, чей ум «начинает чисто и бесстрастно молиться» — бесы «представляют ему славу Божию и принимают вид чего-либо угодного чувству». Благодаря исследованиям А. Гийомона и Ирены Хаусхерр о технике молитвы у египетских христиан, известно, что взгляды Евагрия на этот предмет не были совершенно оригинальными и могут быть обнаружены у Иоанна Ликопольского и Макария Великого.
Евагрий скончался в 399 году, в разгар кампании патриарха Феофила против нитрийских монахов. Тот факт, что Феофил ни разу не упоминал явно Евагрия, может означать применение к покойному «проклятия памяти» за его оригенизм. Таким образом, несмотря на то, что представление об оригенизме Евагрия является в церковно-исторической науке общим местом, явных упоминаний о его причастности к первому оригенистскому спору нет.

#### Иоанн Златоуст
Изгнанные в 399 году Феофилом Александрийским монахи Нитрийской пустыни вначале нашли убежище в Палестине, а затем в Константинополе, в монастыре разделявшей взгляды Оригена диакониссы Олимпиады. В главе XVI приписываемого Палладию «Диалога о жизни Златоуста» Иоанн Златоуст и диакон Феодор обсуждают, правильно ли поступила Олимпиада, оказав гостеприимство низложенным епископом монахам. По мнению Иоанна, который сам в то время находился в изгнании, «монахи были и порочными, и добрыми; вернейшая оказала им гостеприимство как добрым, а достойный изумления низложил их как порочных, чего именно не следовало делать». В этой и следующей главах Иоанн положительно отзывается о монахах, высоко оценивая их добродетели. После изгнания Иоанна Палладий отправился в Рим и пытался восстановить его на кафедре, однако сам был отправлен в ссылку в египетскую Фиваиду, где и, предположительно, написал посвящённые Иоанну «Диалоги». Там Палладий пытался организовать суд над Феофилом как виновником изгнания Иоанна Златоуста.

## Отголоски и последствия
Архимандрит Белого монастыря в Верхнем Египте Шенуте (ум. 466), канонизированный Коптской православной церковью, прославился своей борьбой с язычеством и идолопоклонством. Расшифрованная в 1982 году рукопись с его трактатом «Contra Origenistas et Gnosticos» выявила достаточно неожиданное для специалистов проникновение оригенизма в глубь территории Египта. Из этого произведения, а также из известной ранее переписки патриарха Диоскора (ум. в 454 году) известно, что ещё в середине V века в Египте был распространён оригенизм евагрианского толка. В датируемом примерно 440-м годом «Contra Origenista» Шенуте полемизирует не только с теориями Оригена, но и гностиков. Повторяя аргументы Феофила Александрийского и Иеронима, Шенуте опровергает аллегорический метод Оригена. Далее, Шенуте повторяет обвинение, встречающееся только у Феофила, о том, что не следует молиться Христу. Исходя из того, что эти, а также ряд других затронутых Шенуте вопросов входили в круг интересов Евагрия Понтийского, Э. Кларк делает вывод о том, что в данном случае борьба велась именно с этим направлением оригенизма. Значительное влияние Оригена испытал племянник патриарха Феофила, Кирилл Александрийский, сам занимавший александрийскую кафедру в 412—444 годах. Кирилл получил образование в нитрийских и скитских монастырях, где одним из его учителей мог быть кто-то из известных оригенистов. На исходе данного спора Феофил вызвал его из пустыни. Впоследствии Кирилл часто цитировал таких сторонников Оригена, как Пётр Александрийский, Афанасий Великий, каппадокийцев и ранние произведения Иеронима Стридонского, когда он ещё не отрицал учение Оригена. Кирилл, почитаемый как один из важнейших Отцов Церкви, известен прежде всего как экзегет и в своих трудах следовал оригеновскому аллегорическому методу.
Распространившееся в первые десятилетия V века еретическое учение Пелагия было, возможно, связано с оригенизмом. По крайней мере, так считал Иероним Стридонский, который называл Оригена учителем пелагиан, имея в виду, что Пелагий, как и Ориген, полагал всех людей первоначально равными в своей предрасположенности к спасению. Однако современные исследователи не поддерживают это мнение, поскольку, несмотря на видимое сходство, ни Пелагий, ни пелагиане не разделяли важнейшую доктрину Оригена об апокатастасисе. Другим существенным расхождением является положение Оригена о том, что божественная благодать необходима для спасения, тогда как Пелагий полагал, что греха можно избежать после крещения.

## Историография
Оригенистский спор конца IV — начала V века всегда привлекал внимание исследователей. С одной стороны, сохранилось значительное число полемических произведений его участников — церковные истории современников событий Сократа Схоластика, Созомена, полемические трактаты и письма непосредственных участников событий. Важность затронутых в ходе спора вопросов и их влияние на судьбы участников спора предопределили внимание историков к этому периоду их жизни. Биографии Иеронима Стридонского и Иоанна Златоуста хорошо изучены, и новые их жизнеописания продолжают регулярно появляться, в каждой из них отдельный раздел посвящён данному периоду. В многочисленных курсах церковной истории, появившихся в XIX веке, оригенистскому спору как отдельному периоду церковной истории редко уделялось внимание. Одним из редких исключений является курс лекций В. В. Болотова, в IV томе которого этим спорам была посвящена отдельная глава.
При этом отдельные частные вопросы разрабатывались, например, проблематика антропоморфитских споров, толчком к переосмыслению традиционных взглядов на которые стала публикация в 1883 году французским египтологом Эженом Ревилью «Жития блаженного Афу». Первым значение этого агиографического памятника оценил несколько лет спустя Василий Болотов, отметив его существенную роль не только для понимания данного спора, но и ранней церковной истории. С этого времени исследователи стали отмечать, что представление о событиях конца IV века как конфликта образованных оригенистов и неграмотных антропоморфитов основывается исключительно на трудах представителей только «оригенистской» стороны (Иоанн Кассиан, Сократ Схоластик, Созомен, Палладий Еленопольский). Первое специальное исследование этого жития было предпринято в 1915 году Этьен Дриотоном, предположившим, как считается в настоящее время — безосновательно, что блаженный Афу и египетские антропоморфиты в целом принадлежали к секте авдиан. С учётом жития становится понятным рассказ Кассиана, помещающего эпизод о монахе Серапионе в контекст рассуждения о молитве, на что в 1962 году обратил внимание французский археолог Антуан Гийомон. Развивая эту мысль, протоиерей Георгий Флоровский (1975) сформулировал основную проблему «оригенистской» духовности как вопрос о том, в какой степени молящийся должен думать об историческом Иисусе.
Самой полной монографией о первом оригенистском споре в настоящее время является работа Элизабет Кларк (Elizabeth A. Clark) «The Origenist Controversy: The Cultural Construction of an Early Christian Debate» (1992). Обширный список литературы по истории христианства начала V века приведён в монографии Красту Банева (Krastu Banev) «Theophilus of Alexandria and the First Origenist Controversy: Rhetoric and Power» (2015).

### Первичные источники
- Авва Евагрий Понтийский. Творения / Перевод, вступительная статья и комментарии А. И. Сидорова. — Мартис, 1994. — 363 с. — ISBN 5-7248-0014-4.
- Диалог Палладия, епископа Еленопольского, с Феодором, римским диаконом, повествующий о житии блаженного Иоанна, епископа Константинопольского, Златоуста / Вступ. статья, пер. с древнегреч., ком.: А. С. Балаховская. — М.: ИМЛИ РАН, 2002.
- Епифаний Кипрский. Творения. — М., 1872. — Т. III. — 301 с.
- Иероним Стридонский. Творения. — Киев, 1880—1903. — Т. I—XVII.
- преп. Иоанн Кассиан Римлянин. Писания. — Свято-Троицева Сергиева Лавра: РФМ, 1993. — 652 с.
- Ориген. О началах. Против Цельса. — СПб.: Библиополис. — 792 с. — (Религиозно-философская библиотека). — 3000 экз. — ISBN 978-5-74-35-0275-0.
- Сократ Схоластик. Церковная история.

### Исследования
на английском языке
- Banev K. Theophilus of Alexandria and the First Origenist Controversy: Rhetoric and Power. — Oxford: Oxford University Press, 2015. — 256 p. — ISBN 978-0-19-872754-5.
- Jerome of Stridon His Life, Writings and Legacy / A. Cain, J. Lössl (eds). — Ashgate, 2009. — 283 p. — ISBN 978-0-7546-6407-9.
  - Fürst A. Jerome Keeping Silent: Origen and his exegesis of Isaiah. — 2009. — P. 141—152.
  - Mathisen R. The Use and misuse of Jerome in Gaul during Late Antiquity. — 2009. — P. 191—208.
- Casiday A. Reconstructing the Theology of Evagrius Ponticus. — Cambridge: Cambridge University Press, 2013. — 267 p. — ISBN 978-0-521-89680-1.
- Chadwick O. John Cassian. A Study in Primitive Monasticism. — Cambridge: Cambridge University Press, 1950. — 213 p.
- Chin C. M. Rufinus of Aquileia and Alexandrian Afterlives: Translation as Origenism // Journal of Early Christian Studies. — 2010. — Vol. 18, № 4. — P. 617—647.
- Clark E. A. The Place of Jerome's Commentary on Ephesians in the Origenist Controversy: The Apokatastasis and Ascetic Ideals // Vigiliae Christianae. — 1987. — Vol. 41, № 2. — P. 154—171. — doi:10.2307/1584107. — JSTOR 1584107.
- Clark E. A. The Origenist Controversy: The Cultural Construction of an Early Christian Debate. — Princeton: Princeton University Library, 1992. — 287 p. — ISBN 9780691603513.
- Heine R. E. The Commentaries of Origen and Jerome on St. Paul's Epistle to the Ephesians. — Oxford University Press, 2003. — 312 p. — ISBN 978-0199245512.
- Kelly J. N. D. Golden Mouth. The Story of John Chrysostom - Ascetic, Preacher, Bishop. — Ithaca, New York: Cornell University Press, 1995. — 310 p. — ISBN 0-8014-3189-1.
- Kim Y. R. Epiphanius of Cyprus vs. John of Jerusalem: An Improper Ordination and the Escalation of the Origenist Controversy // Episcopal Elections in Late Antiquity. — 2011. — P. 411—422. — ISSN 1861-5996.
- Liebeschuetz J. H. W. G. Barbarians and Bishops. — Oxford: Clarendon Press, 1990. — 312 p. — ISBN 0-19-814886-0.
- Patterson P. A. Visions of Christ: The Anthropomorphite Controversy of 399 CE. — Mohr Siebeck, 2012. — 179 p. — ISBN 978-3-16-152040-2.
- Ramelli I. The Christian Doctrine of Apokatastasis: A Critical Assessment from the New Testament to Eriugena. — BRILL, 2013. — 890 p. — ISBN 978-90-04-24570-9.
- Russel N. Theophilus of Alexandria. — Routledge, 2007. — 222 p. — (The Early Church Fathers). — ISBN 0-203-96755-0.
- Vessey M. Jerome and Rufinus // The Cambridge History of Early Christian Literature. — 2004. — P. 318—327.

на русском языке
- Болотов В. В. Ученіе Оригена о Святой Троицѣ. — СПб., 1879. — 462 с.
- Болотов В. В. Из церковной истории Египта. — Христианское чтение, № 3—4. — СПб., 1886. — Т. II.
- Болотов В. В. Лекции по истории древней церкви. — Петроград, 1918. — Т. IV. — 599 с.
- Морескини К. История патристической философии. — М., 2011. — 864 с. — 1000 экз. — ISBN 978-5-87245-170-9.
- Саврей В. Я. Александрийская школа в истории философско-богословской мысли. — М.: КомКнига, 2011. — 1008 с. — ISBN 978-5-484-01266-4.
- Попов И. В. Св. Иоанн Златоуст и его враги // Богословский вестник. — 1907. — Т. III, № 11, 12. — С. 569—607, 798—855.
- Флоровский Г. В. Восточные Отцы. Добавление. — 1933.
- Холл С. Дж. Учение и жизнь ранней церкви. — Новосибирск: Посох, 2000. — 324 с. — ISBN 5-93958-001-7.

на немецком языке
- Perrone L. Der formale Aspekt der Origeneischen Argumentation in den Auseinandersetzungen des 4. Jahrhunderts / W. A. Bienert and U. Kühneweg (eds) // Origeniana Septima. — 1999. — С. 119—134.
- Fürst A. Von Origenes und Hieronymus zu Augustinus: Studien zur antiken Theologiegeschichte. — De Gruyter, 2011. — Т. 115. — 535 с. — (Arbeiten zur Kirchengeschichte). — ISBN 978-3-11-025103-6.

на французском языке
- Bardy G. Origèn // Dictionnaire de Théologie Catholique. — 1931. — Т. 11, вып. 1. — С. 1489—1565.
- Brochet J. Saint Jérôme et ses ennemis. — Paris, 1905. — 494 p.
- Fritz G. Origénisme // Dictionnaire de Théologie Catholique. — 1931. — Т. 11, вып. 1. — С. 1565—1588.
- Hefele C. J., Leclerq H. Histoire des conciles. — Paris, 1908. — 646 p.